# Łopianka
Łopianka (prononciation : [wɔˈpjaŋka]) est un village de polonais, situé dans la gmina de Łochów de la Powiat de Węgrów et dans la voïvodie de Mazovie dans le centre-est de la Pologne.
Il se situe à environ 3 kilomètres au nord-est de Łochów, 26 kilomètres au nord-ouest de Węgrów et à 63 kilomètres au nord-est de Varsovie.
Le village a une population d'environ 550 habitants.